# モルス (飲料)

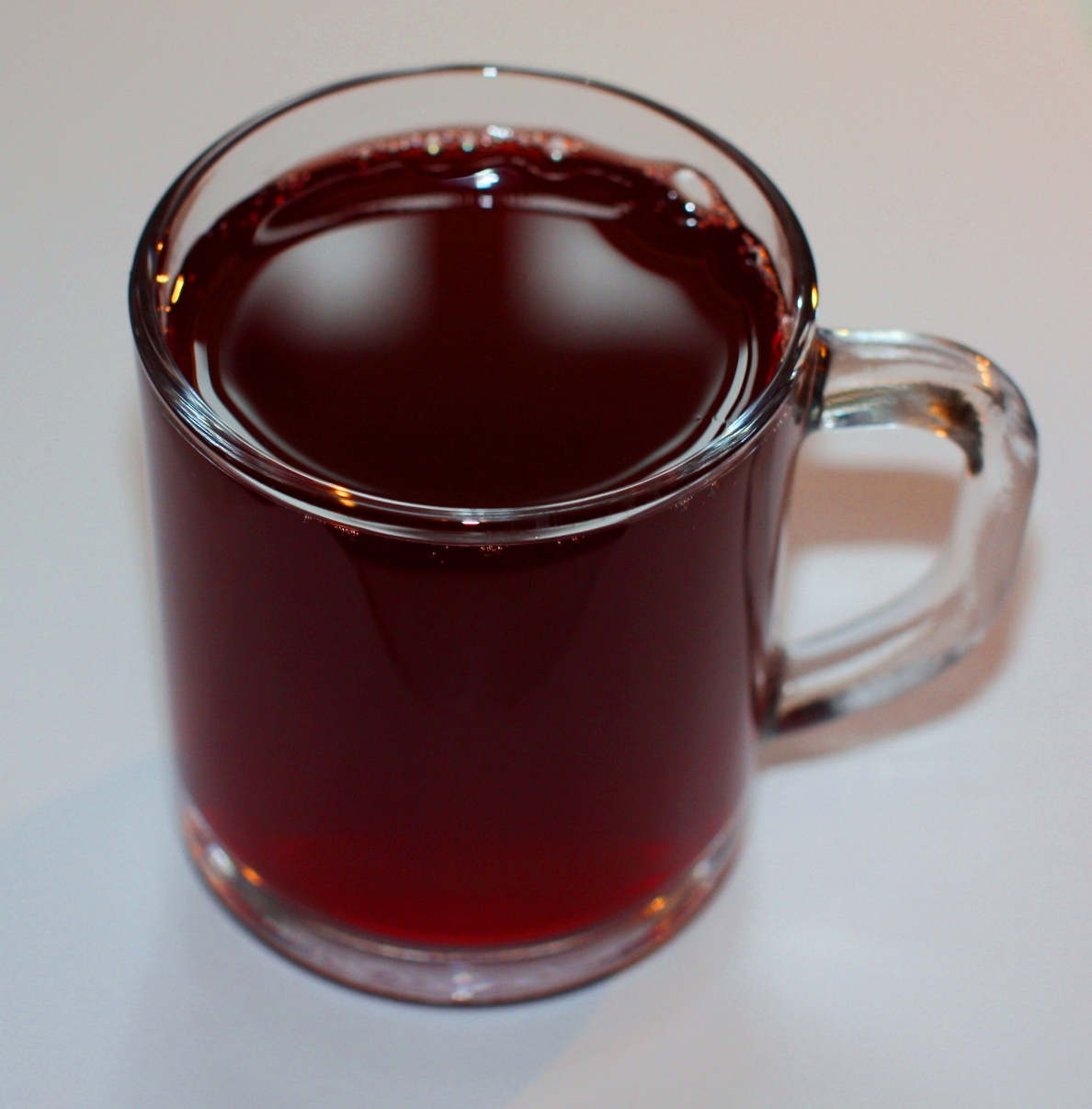
モルスの入ったグラス

モルス（ロシア語: морс、ラテン文字：mors）は主にリンゴンベリー（コケモモ）やクランベリーから作る、ロシアの非炭酸フルーツ飲料である。（ブルーベリーやイチゴ、ラズベリーを用いることもある。）モルスは発酵させたリンゴンベリーやクランベリーの上澄み液にシロップや飲料水を加え撹拌して作る。ジュースの代わりに、果物の果汁にアロマエッセンス、有機酸、砂糖、着色料、飲料水を加えたものを用いることもある。また、一度沸騰させた後冷却して作る方法も存在する。
アルコールを含むモルスも存在するが、その場合に含まれるアルコールは1％以下ではなく、約3.5～4.4%である。
モルスはアルコールカクテルに使用されることもある。

## 歴史
モルスへの言及としては、16世紀のドモストロイにおいて作成方法に関する指南箇所があり、16世紀以前より作成されていたと推測される。